# Love Hungry
Love Hungry è un film muto del 1928 diretto da Victor Heerman che appare anche come autore del soggetto insieme a Randall Faye, lo sceneggiatore. Prodotto e distribuito dalla Fox Film Corporation, il film aveva come interpreti Lois Moran, Lawrence Gray, Marjorie Beebe, John Patrick, Edythe Chapman e James Neill.

## Trama
Disillusa dall'ambiente del teatro, la chorus girl Joan Robinson torna a casa, che trova occupata da Tom Hanson, un pensionante. Il giovane, uno scrittore, lavora per una casa editrice e anche lui lotta per cercare di affermarsi. Tom consiglia a Joan di accalappiare un uomo ricco da cui farsi sposare, ma lei, alla fine preferirà l'amore ai soldi e sposerà lui.

## Produzione
Il film fu prodotto dalla Fox Film Corporation. Secondo quanto riportato da Exhibitors Herald and Moving Picture World del 7 gennaio 1928, la lavorazione del film ebbe inizio il 18 dicembre 1927.
I genitori della protagonista furono interpretati da Edythe Chapman e James Neill, marito e moglie anche nella vita.

## Distribuzione
Il copyright del film, richiesto dalla Fox Film Corp., fu registrato il 23 marzo 1928 con il numero LP25100.
Distribuito dalla Fox Film Corporation e presentato da William Fox, il film uscì nelle sale cinematografiche statunitensi l'8 aprile 1928. In Brasile, il film prese il titolo Fome de Amor.
Non si conoscono copie ancora esistenti della pellicola che viene considerata presumibilmente perduta.